# Niña Isabela
Niña Isabela es el cuarto álbum de estudio de la cantante española Isabel Pantoja. Fue lanzado al mercado a principios de 1977 y fue compuesto íntegramente por los legendarios autores Rafael de Leon y Juan Solano.
Este disco se caracteriza por ser el más tradicional y variado de la artista hasta entonces, contando con géneros como sevillanas, pasodobles y rumbas entre otros. La canción Yo te quiero a mi manera tuvo buena repercusión entre el público no solo admirador de la llamada Copla andaluza sino del público en general aumentando la popularidad de la ascendente sevillana y logrando atraer la atención hacia la canción española ya en decadencia en este tiempo.

## Lista de canciones
1. Niña Isabela (Romancillo gaditano) - 3:20
2. Lluvia y celos (Dialogo de amor) - 4:10
3. Romeros en el rocio (Cantos romeros) - 3:30
4. Yo te quiero a mi manera (Rumba) - 3:31
5. El no querer (Habanera-Alegrias) - 3:50
6. Vamonos a Torea (Chufliyas) - 3:17
7. Doña Maria (Tonadilla) - 4:36
8. Vente al rocio (Sevillanas) - 2:36
9. Rosas de grana (Pregon) - 4:01
10. Antonio Romero (Pasodoble) - 3:50

## Sencillos
- Niña Isabela
- Yo te quiero a mi manera
- Doña Maria